# Альохіна Ольга Володимирівна
О́льга Володи́мирівна Альо́хіна (15 жовтня 1988) — українська веслувальниця на байдарках і каное. Майстер спорту України міжнародного класу.

## З життєпису
Представляла Херсонську область. Здобула бронзову медаль на Чемпіонаті Європи з веслування на каное 2012 року — дистанція C1 на 200 метрів .